# Главные архитекторы Москвы
Главный архитектор Москвы — главный специалист в области архитектуры и градостроительства в Москве. Должность введена после 1917 года.

## Список
Здесь представлен список главных архитекторов города Москвы:
| Имя                          | Фотография | Годы жизни | Период работы | Примечания |
| ---------------------------- | ---------- | ---------- | ------------- | --- |
| Владимир Николаевич Семёнов  |            | 1874—1960  | 1932—1934     | Владимир Семенов — советский архитектор-градостроитель, возглавлял коллектив авторов сталинского Генерального плана реконструкции Москвы 1935 г., создатель первых московских кооперативных домов. Автор проектов гостиниц в Пятигорске и Ессентуках, книги «Благоустройство городов» про английский опыт строительства городов-садов. Входил в Научно-технический совет при Наркомхозе РСФСР, в Бюро по планировке городов (будущий ГИПРОГОР), занимался с 1938 г. перепланировкой Ростова-на-Дону. |
| Сергей Егорович Чернышёв     |            | 1881—1963  | 1935—1941     | Сергей Чернышев — главный архитектор предвоенной Москвы и один из основных авторов сталинского Генерального плана 1935 г. До революции строил особняки и доходные дома, в 1920-е гг. занимался планировкой района Хамовники по генеральному плану «Новая Москва» под руководством Алексея Щусева. В 1930-е — реконструкцией улицы Горького (Тверской), а также разработкой ее продолжения — проспекта Авиации (Ленинградского). Один из создателей зданий Промакадемии, Института Ленина (Институт марксизма-ленинизма), кооперативного конторско-жилого дома для редакции «Крестьянской газеты», Московского автомобильно-дорожного института и Главного здания Московского государственного университета (под руководством Льва Руднева). |
| Дмитрий Николаевич Чечулин   |            | 1901—1981  | 1945—1949     | Дмитрий Чечулин работал главным архитектором Москвы в первые послевоенные годы, при нем началось строительство высотных зданий, он автор двух проектов из 8 высоток — на Котельнической набережной и в Зарядье. Возглавлял Архитектурно-проектную мастерскую Моссовета №2 (ранее работал там под руководством А.В. Щусева). Был в числе авторов второй очереди Московского метрополитена, павильонов довоенной ВСХВ, а в 1959 г. главным архитектором планировавшейся в Москве ЭКСПО-67. Чечулин — автор проектов Всероссийской государственной библиотеки иностранной литературы, концертного зала им. Чайковского, гостиниц «Россия» и «Пекин», бассейна «Москва» на месте котлована Дворца Советов, Белого дома (Дом Советов РСФСР) и Моста Победы. |
| Александр Васильевич Власов  |            | 1900—1962  | 1950—1955     | Александр Власов — главный архитектор Парка Горького до войны и главный архитектор Москвы времени создания семи сталинских высоток и новых послевоенных районов. Власов — автор проектов Пушкинской набережной и вантового Крымского моста (инженер Б.П. Константинов). После войны был главным архитектором Киева (1944-1950). В Москве — автор концепции развития всей юго-западной части Москвы, планировки и застройки Ленинского проспекта, первых районов массовой жилой застройки микрорайонного типа (Новые Черемушки, Новые Кузьминки, Северное Измайлово и др.), стадиона имени В. И. Ленина и бассейна в Лужниках (совместно с Н.Н. Улласом и И.Е. Рожиным). |
| Иосиф Игнатьевич Ловейко     |            | 1906—1996  | 1955—1960     | Иосиф Ловейко — главный архитектор Москвы времени перехода к индустриальному домостроению. Зачинатель жилых массивов Дегунино, Бибирево и Лианозово. С 1955 г. занимался реконструкцией и застройкой Дмитровского шоссе, в 1961 г. возглавил мастерскую №2 «Моспроекта-1», автор проектов кинотеатра «Ереван» и нового здания Музея музыкальной культуры. |
| Михаил Васильевич Посохин    |            | 1910—1989  | 1960—1980     | Главный архитектор Москвы в течение 20 лет, сторонник полицентрической схемы развития центра Москвы по Генеральному плану 1971 г. Михаил Посохин возглавлял главные проекты хрущевской оттепели: Государственный Кремлёвский дворец (Дворец съездов), спорткомплекс «Олимпийский» (совместно с Борисом Тхором и Леонидом Павловым), Новый Арбат — проспект Калинина (концепция Бориса Тхора), первые жилые кварталы системы индустриального домостроения (застройка Хорошевского шоссе и др.), высотка на Кудринской площади (совместно с Ашотом Мдоянцем), экспериментальный жилой район Северное Чертаново. Также руководил проектированием павильонов СССР на всемирных выставках ЭКСПО-67 в Монреале и ЭКСПО-70 в Осаке. |
| Глеб Васильевич Макаревич    |            | 1920—1999  | 1980—1987     | Создатель здания КГБ СССР. |
| Леонид Васильевич Вавакин    |            | 1932—2019  | 1987—1996     | Составитель генерального проекта развития Москвы и Московской области, заслуженный архитектор РСФСР. |
| Александр Викторович Кузьмин |            | 1951—2019  | 1996—2012     | Александр Кузьмин — ученик и последователь Алексея Гутнова и Симона Матвеева, представитель советской школы градостроительства, обладатель Государственной премии РФ. При А.В. Кузьмине были приняты два Генеральных плана развития г. Москвы — в 1999 г. и в 2010 г. Также при нем был вновь создан Архитектурный совет города. Построены Московская кольцевая автодорога, Третье и Четвёртое транспортные кольца. Кузьмин выступил автором проектов Новой олимпийской деревни, комплексной реконструкции и реставрации Старого Гостиного двора в Москве. |
| Сергей Олегович Кузнецов     |            | род. 1977  | c 2012        | Сергей Кузнецов — возобновил регулярную деятельность Архитектурного совета, выступил инициатором разработки новых требований к проектам жилых домов (постановление № 305-ПП от 21.05.2015), что позволило с 2016 г. прекратить в Москве строительство старых панельных серий. Также при нем с 2014 г. в Москве начали поэтапно вводить дизайн-код на городских улицах, была проведена реформа наружной рекламы. Кузнецов ввел в практику проведение архитектурно-градостроительных конкурсов, важнейшие из которых — на концепцию парка «Зарядье» и экспериментальные площадки реновации жилищного фонда в Москве. С.О. Кузнецов — руководитель авторского коллектива и участник проектов: Дворца гимнастики Ирины Винер-Усмановой в Лужниках, парка «Зарядье» с Концертным залом, реконструкции Большой спортивной арены Лужников, павильона России на EXPO-2015 и др. |